# Ranunculus tridens
Ranunculus tridens är en ranunkelväxtart som beskrevs av Henry Nicholas Ridley. Ranunculus tridens ingår i släktet ranunkler, och familjen ranunkelväxter. Inga underarter finns listade i Catalogue of Life.